# Микеланс, Антон
Антон Микелан(с) (23 июля 1652, Инфлянтия (Латгалия) — 4 сентября 1697, Атлантический океан; пол. Antoni Michelan, латг. Antons Mikelāns) — атлантический (карибский) пират XVII века латгальского происхождения.

## Биография
Родился недалеко от сегодняшних Ливанов (по одной из версий, в Ерсикской волости) в 1652 году в семье некоторого Андрея Микелана. Получил образование в приходской школе Аглонского костёла.
Около 1670 года переехал в Либаву, затем на о. Тобаго — курляндскую колонию. Занимался торговлей.
В 1682 году основал свою пиратскую банду из курляндских и польских эмигрантов, а также английской и французской бедноты. Выкупил корабль. Всего ограбил 19 кораблей. Два раза сбегал из тюрьмы (вероятно, 1685 и 1693).
В августе 1697 года на о. Тобаго стрелялся с неким Джоном Стивенсоном, получил серьёзное ранение. Корабль направился в Либаву, однако, 4 сентября 1697 года с утра Антон Микеланс скончался, исповедавшись католическому священнику и Причастившись.
Похоронен, по одной версии, в Прейлях, по другой, в окрестностях Либавского порта.